# Порель, Марк
Марк Порель (фр. Marc Porel; род. 3 января 1949 года, Лозанна, Швейцария — 15 августа 1983 года, Касабланка, Марокко) — французский актёр швейцарского происхождения.
Настоящее имя — Марк-Мишель Марье де Лагатенери (Marc Michel Marrier de Lagatinerie). Отец — актёр Жерар Ландри (фр., «Человек-зверь», «Трапеция»); мать — актриса Жаклин Порель (внучка Режан). От первого брака с Франсуа Перье у его матери был сын Жан-Мари (известный фотограф) и дочь Анна-Мари (журналистка, жена певца Мишеля Сарду).
Дебютировал в фильме Коста-Гавраса «Ударные войска» (1967). Считался одним из самых перспективных французских актеров 1970-х годов. Наиболее яркие роли сыграл в фильмах Лукино Висконти «Людвиг» (1972) и «Невинный» (1976). Эрипрандо Висконти (племянник Лукино) дал ему главную роль в картине «Спираль тумана» (1977) с участием Клод Жад.
Активно снимался в Италии, особенно в фильмах жанра «джалло» и «poliziottesco». В 1977 году женился на актрисе Барбаре Маньольфи («Суспирия»). Скоропостижно скончался на 34-м году жизни от менингита. Похоронен на кладбище Пасси рядом со своей прабабкой Режан. Старшая из его дочерей также стала актрисой.